# Кофель-планка

Кофель-планка з установленими в неї кофель-нагелями

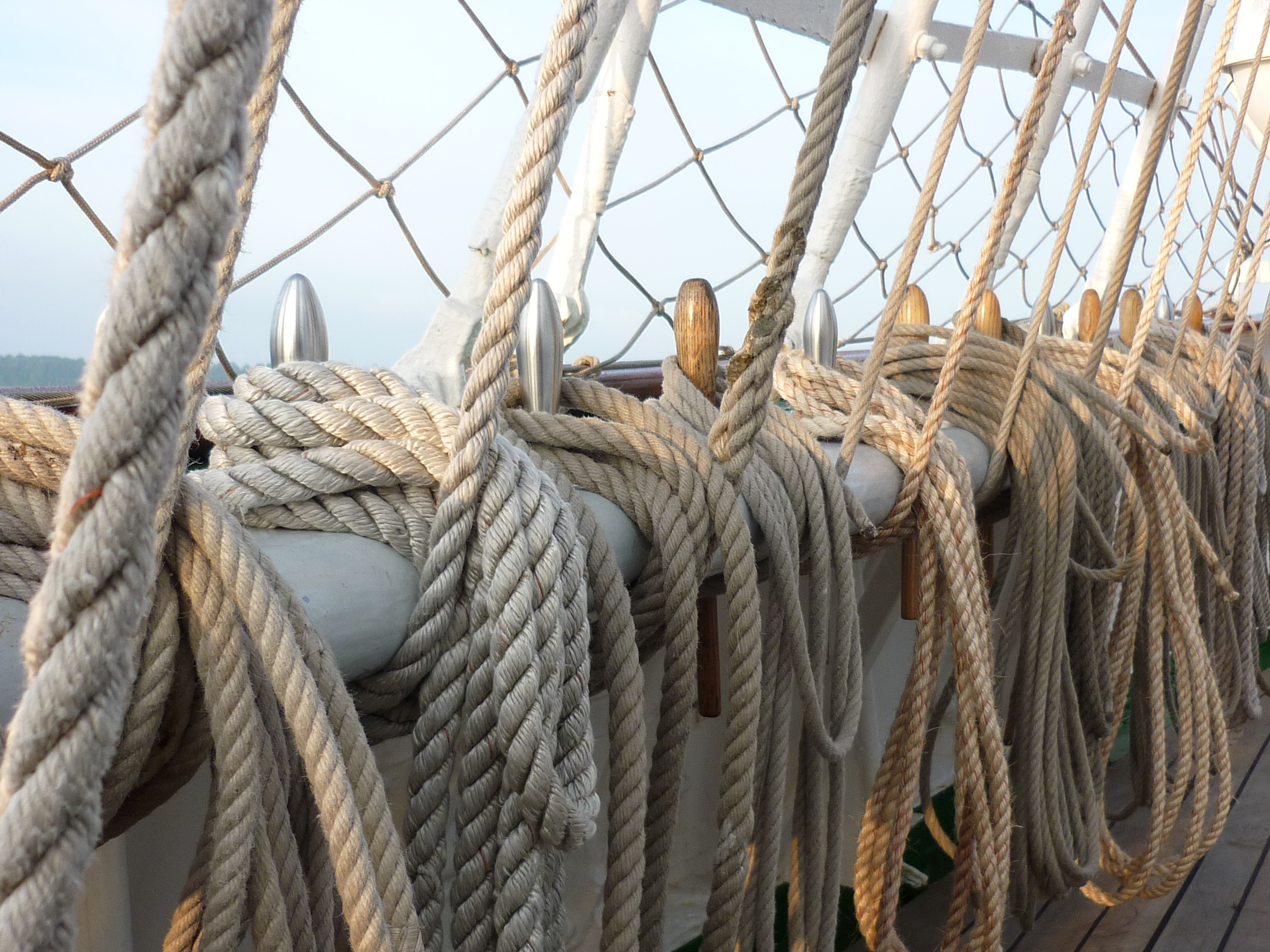
Кофель-планка бригантини «Грайф». На металевих кофель-нагелях прикріплені гітови, на дерев'яних — гордені. Через різницю температури нагелів (метал здається холодніше) навіть у темряві є можливість швидко знаходити потрібні нагелі

Кофель-планка — дерев'яний або металевий брус з гніздами для кофель-нагелів, укріплений горизонтально на палубі біля щогл або з внутрішньої сторони фальшборту під нижніми вантами.
Використовується для закріплення кінців деяких снастей рухомого такелажу (гітових, горденів). Кріпляться снасті до кофель-нагелів за допомогою кнагового вузла.
В опорах (бітенгах) кофель-планки встановлювалися шківи для проведення снастей.

## Галерея

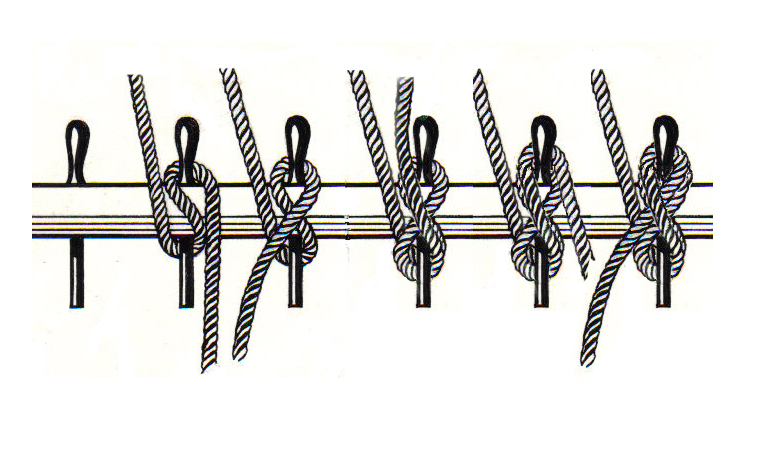
Снасті на кофель-планці
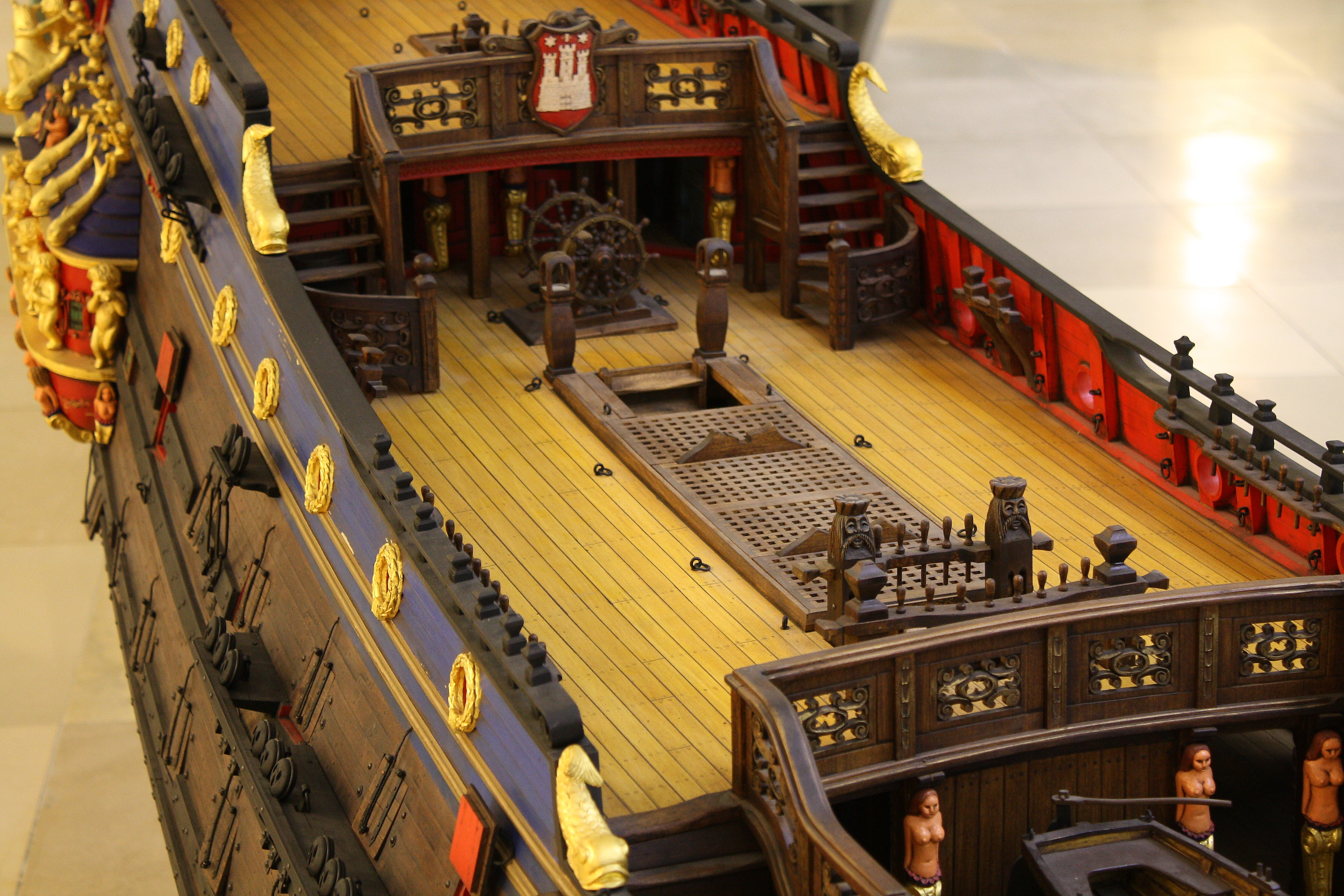
Кофель-планки на моделі корабля Wapen von Hamburg
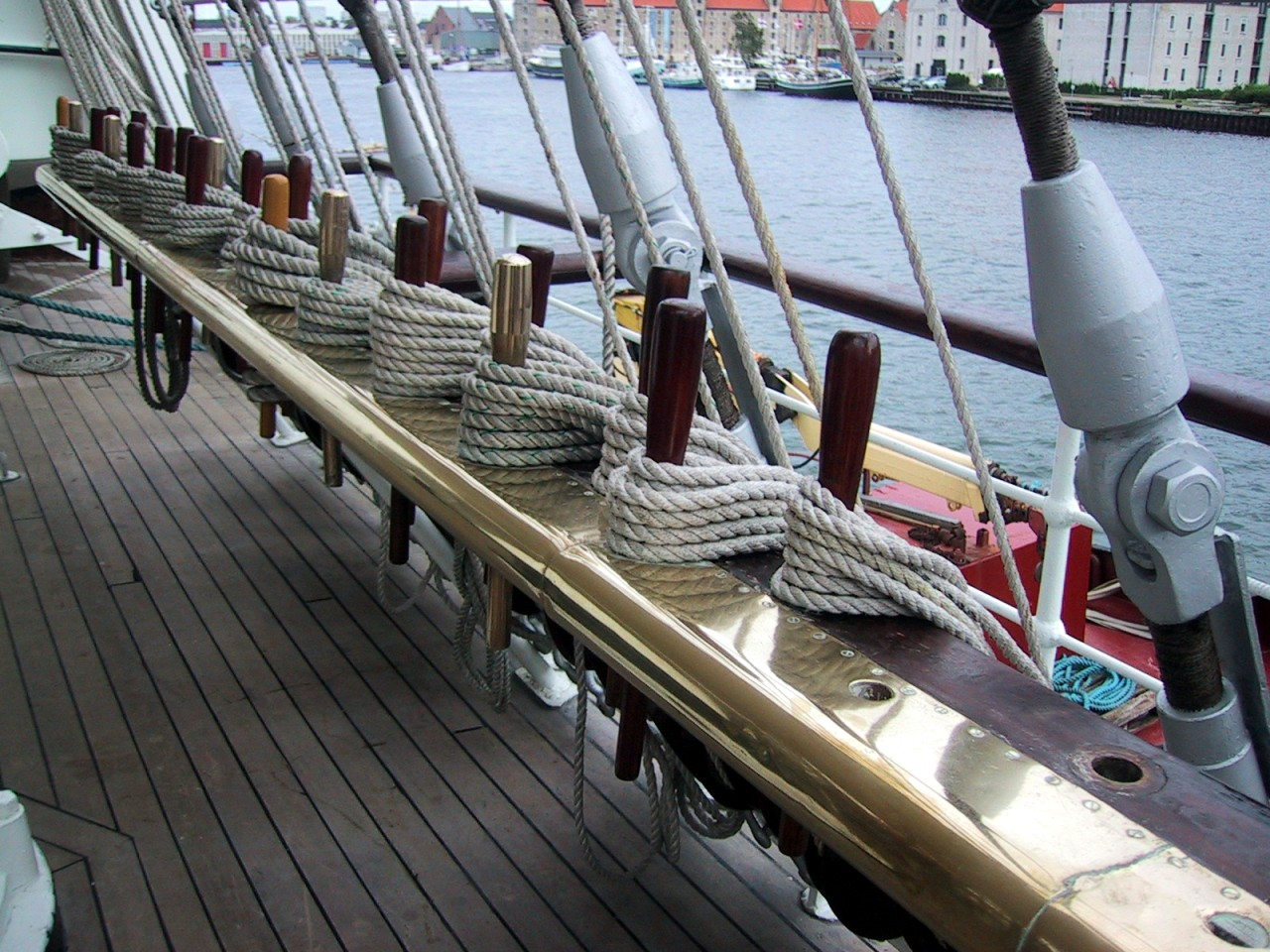
Кофель-планка навчального вітрильника Libertad